# Orerij
Orerij je mehanički model Sunčevog sustava koji ilustrira ili predviđa relativne položaje i kretanja planeta i mjeseca, obično prema heliocentričnom modelu. Također može predstavljati relativne veličine tih tijela; međutim, budući da točno skaliranje često nije praktično zbog stvarnih velikih razlika u omjerima, umjesto toga može se koristiti prigušena aproksimacija. Iako su Grci imali planetarije, prvi orerij koji je bio planetarij modernog doba proizveden je 1713. godine, a jedan je predstavljen Charlesu Boyleu, 4. grofu od Orreryja – otuda i naziv. Obično ih pokreće satni mehanizam s globusom koji predstavlja Sunce u središtu i s planetom na kraju svakog kraka.

## Povijest

### Drevne verzije
Mehanizam iz Antikitere, otkriven 1901. u olupini kod grčkog otoka Antikitere u Sredozemnom moru, pokazao je dnevno kretanje Sunca, Mjeseca i pet planeta poznatih starim Grcima. Datirano je između 205. i 87. pr. Kr. Mehanizam se smatra jednim od prvih orerija. Bio je geocentričan i koristio se kao mehanički kalkulator za izračunavanje astronomskih položaja.
Ciceron, rimski filozof i političar koji je pisao u prvom stoljeću prije Krista, ima reference koje opisuju planetarne mehaničke modele. Prema njemu, grčki polihistor Tales i Posidonije konstruirali su uređaj koji modelira nebesko gibanje.

### Rane verzije
Godine 1348. Giovanni Dondi izgradio je prvi poznati mehanizam sustava na temelju satnog mehanizma. Prikazuje ekliptički položaj Mjeseca, Sunca, Merkura, Venere, Marsa, Jupitera i Saturna prema kompliciranim geocentričnim Ptolemejevim planetarnim teorijama. Sam sat je izgubljen, ali Dondi je ostavio potpuni opis njegovih astronomskih zupčanika.
Još 1650. P. Schirleus je izgradio geocentrični planetarij sa Suncem kao planetom, a Merkur i Venera koji kruže oko Sunca kao njegovi mjeseci.
Na dvoru Williama IV., Landgrofa od Hesse-Kassela, izgrađena su dva komplicirana astronomska sata 1561. i 1563.–1568. Oni koriste četiri strane za prikaz ekliptičkih položaja Sunca, Merkura, Venere, Marsa, Jupitera, Saturna, Mjeseca, Sunca i Zmaja (Mjesečevi čvorovi) prema Ptolomeju, kalendaru, izlasku i zalasku Sunca i automatiziranom nebeska sfera s animiranim simbolom Sunca koji po prvi put na nebeskoj kugli prikazuje stvarni položaj Sunca, uključujući i jednadžbu vremena. Satovi su sada izloženi u Kasselu u Astronomisch-Physikalisches Kabinett iu Dresdenu u Mathematisch-Physikalischer Salonu.
U De revolutionibus orbium coelestium, objavljenom u Nürnbergu 1543. godine, Nikola Kopernik osporio je zapadno učenje o geocentričnom svemiru u kojem se Sunce svakodnevno okreće oko Zemlje. Primijetio je da su neki grčki filozofi, poput Aristarha sa Samosa, predložili heliocentrični svemir. Ovo je pojednostavilo prividna epiciklička gibanja planeta, čineći izvedivim predstavljanje putanja planeta kao jednostavne kružnice. To se može modelirati korištenjem zupčanika. Poboljšani instrumenti Tycha Brahea izvršili su precizna promatranja neba (1576. – 1601.), a iz toga je Johannes Kepler (1621.) zaključio da planeti kruže oko Sunca po elipsama. Godine 1687. Isaac Newton je objasnio uzrok eliptičkog gibanja u svojoj teoriji gravitacije.

### Moderni oreriji
Postoji orerij koji su izgradili proizvođači satova George Graham i Thomas Tompion datirana c. 1710. u Muzeju povijesti znanosti u Oxfordu. Graham je dao prvi model, odnosno njegov dizajn, slavnom proizvođaču instrumenata Johnu Rowleyu iz Londona da napravi kopiju za princa Eugena Savojskog. Rowley je dobio narudžbu da napravi još jednu kopiju za svog zaštitnika Charlesa Boylea, 4. grofa od Orreryja, po čemu je uređaj dobio ime na engleskom. Ovaj model je predstavljen Charlesovom sinu Johnu, kasnijem 5. grofu od Corka i 5. grofu od Orreryja. Nezavisno od toga, Christiaan Huygens objavio je 1703. pojedinosti o heliocentričnom planetarnom stroju koji je napravio dok je živio u Parizu između 1665. i 1681. godine. Izračunao je zupčanike potrebne za predstavljanje godine od 365.242 dana i to je upotrijebio za izradu ciklusa glavnih planeta.
Slika Josepha Wrighta Filozof objašnjava orerij ( c. 1766 ), koji se nalazi u muzeju i umjetničkoj galeriji Derby, prikazuje skupinu koja sluša predavanje filozofa prirode. Sunce u mjedenom orariju daje jedino svjetlo u sobi. Orerij prikazan na slici ima prstenove, koji mu daju izgled sličan armilnoj sferi. Demonstracija je stoga uspjela prikazati pomrčine.
Da to stavimo u kronološki kontekst, 1762. pomorski kronometar Johna Harrisona prvi je omogućio točno mjerenje zemljopisne dužine. Godine 1766. astronom Johann Daniel Titius prvi je pokazao da se srednja udaljenost svakog planeta od Sunca može prikazati sljedećom progresijom:
{\displaystyle {\frac {4+0}{10}},{\frac {4+3}{10}},{\frac {4+6}{10}},{\frac {4+12}{10}},{\frac {4+24}{10}},...}
To jest, 0,4, 0,7, 1,0, 1,6, 2,8, ... Brojevi se odnose na astronomske jedinice, srednju udaljenost između Sunca i Zemlje, koja iznosi 1,496 × 108 km. Derbijski orerij ne pokazuje srednju udaljenost, ali pokazuje relativna planetarna kretanja.
Planetarij Eisinga gradio je od 1774. do 1781. Eise Eisinga u svom domu u Franekeru u Nizozemskoj. Prikazuje planete preko širine stropa sobe i radi gotovo neprekidno otkad je stvoren. Ovaj orerij je planetarij u oba smisla riječi: složeni stroj koji prikazuje orbite planeta i kazalište za prikaz kretanja planeta. Kuću Eisinga kupila je nizozemska kraljevska obitelj koja mu je dala mirovinu.
Godine 1764. Benjamin Martin osmislio je novu vrstu planetarnog modela, u kojem su se planeti nosili na mjedenim krakovima koji su vodili iz niza koncentričnih ili koaksijalnih cijevi. S ovom konstrukcijom bilo je teško natjerati planete da kruže i natjerati mjesece da se okreću oko planeta. Martin je predložio da se konvencionalni orerij sastoji od tri dijela: planetarija u kojem se planeti okreću oko Sunca, telurion (također telur ili telur) koji pokazuje nagnutu os Zemlje i kako se ona okreće oko Sunca, i lunarij koji pokazao je ekscentrične rotacije Mjeseca oko Zemlje. U jednom ili drugom slučaju, ova tri pokreta mogla bi se montirati na zajednički stol, odvojeno koristeći središnje vreteno kao glavni pokretač.

## Obrazloženje
Svi oreriji su planetariji. Termin orerij postoji tek od 1714. godine. Veliki orerij je onaj koji uključuje vanjske planete poznate u vrijeme njegove izgradnje. Riječ planetarij promijenila je značenje i sada se obično odnosi na polusferne dvorane u kojima se slike noćnog neba projiciraju na površinu iznad glave. Planetariji (oreriji) mogu varirati u veličini od ručnog do veličine sobe. Orerij se koristi za demonstraciju kretanja planeta, dok se mehanički uređaj koji se koristi za predviđanje pomrčina i tranzita naziva astrarij.
Orerij bi trebao uključivati Sunce, Zemlju i Mjesec (plus po izboru druge planete). Model koji uključuje samo Zemlju, Mjesec i Sunce naziva se telurion ili telur, a onaj koji uključuje samo Zemlju i Mjesec je lunarij. Jovilab je model Jupitera i njegovih mjeseca.
| Planet  | Prosječna udaljenost od Sunca (AU) | Promjer (u promjerima Zemlje) | Masa (u Zemljinim masama) | Gustoća (g/cm3) | Broj mjeseca | Orbitalni period (godine) | Nagib prema ekliptici (stupnjevi) | Aksijalni nagib (stupnjevi) | Period rotacije (Ophodno vrijeme) |
| ------- | ---------------------------------- | ----------------------------- | ------------------------- | --------------- | ------------ | ------------------------- | --------------------------------- | --------------------------- | --------------------------------- |
| Merkur  | 0,39                               | 0,38                          | 0,05                      | 5.5             | 0            | 0,24                      | 7,0°                              | 0°                          | 59 dana                           |
| Venera  | 0,72                               | 0,95                          | 0,82                      | 5.3             | 0            | 0,62                      | 3,4°                              | 177°                        | -243 dana                         |
| Zemlja  | 1,00                               | 1,00                          | 1,00                      | 5.5             | 1            | 1,00                      | 0°                                | 23°                         | 23.9 sati                         |
| Mars    | 1.52                               | 0,53                          | 0,11                      | 3.9             | 2            | 1.88                      | 1,9°                              | 25°                         | 24,5 sati                         |
| Jupiter | 5.20                               | 11.21                         | 317.9                     | 1.3             | 95           | 11.9                      | 1,3°                              | 3°                          | 10 sati                           |
| Saturn  | 9.54                               | 9.45                          | 95.2                      | 0.7             | 146          | 29.5                      | 2,5°                              | 27°                         | 11 sati                           |
| Uran    | 19.2                               | 4.01                          | 14.5                      | 1.3             | 27           | 84                        | 0,8°                              | 98°                         | -17 sati                          |
| Neptun  | 30.1                               | 3.88                          | 17.1                      | 1.6             | 14           | 165                       | 1,8°                              | 28°                         | 16 sati                           |

Planetarij će pokazati orbitalni period svakog planeta i brzinu rotacije, kao što je prikazano u gornjoj tablici. Telurion će pokazati Zemlju s Mjesecom koji se okreće oko Sunca. Koristit će kut nagiba ekvatora iz gornje tablice da pokaže kako se rotira oko vlastite osi. Prikazat će Zemljin Mjesec kako rotira oko Zemlje. Lunarium je dizajniran da prikaže složena kretanja Mjeseca dok se okreće oko Zemlje.
oreriji se obično ne grade prema mjerilu. Ljudski orerij, gdje se ljudi kreću kao planeti, također su izgrađeni, ali većina je privremena. U zvjezdarnici Armagh u Sjevernoj Irskoj postoji stalni ljudski orerij koja ima šest drevnih planeta, Ceres i komete Halley i Encke. Uran i dalje su također prikazani, ali na prilično ograničen način. Drugi je u Sky's the Limit Observatory and Nature Center u Twentynine Palms, California ; to je ljudski orerij u vjernom mjerilu (20 milijardi na jedan), i položaju (precizan unutar četiri dana). Prva četiri planeta su relativno blizu jedan drugome, ali sljedeća četiri zahtijevaju određenu količinu pješačenja da bi ih se posjetilo. Popis svih stalnih ljudskih domova pokrenula je francuska grupa F-HOU s novim naporima da prouči njihov utjecaj na obrazovanje u školama. Dostupna je karta poznatih ljudskih orerija.
Normalan mehanički sat mogao bi se upotrijebiti za izradu krajnje jednostavnog orerija sa Suncem u središtu, Zemljom na kazaljci za minute i Jupiterom na kazaljki za sat; Zemlja bi napravila 12 krugova oko Sunca za svaki 1 krug Jupitera. Jupiterova stvarna godina duga je 11,86 zemaljskih godina, tako da bi ovaj primjer brzo izgubio točnost. Pravi orerij bio bi točniji i uključivao bi više planeta, a možda bi i planete rotirao.

## Projekcijski oreriji
Mnogi planetarij (zgrade) imaju projekcijski orerij koji na kupolu planetarija projicira Sunce s točkama ili malim slikama planeta. Oni su obično ograničeni na planete od Merkura do Saturna, iako neki uključuju Uran. Izvori svjetla za planete projiciraju se na zrcala koja su povezana s motorom koji pokreće slike na kupoli. Obično će Zemlja kružiti oko Sunca u jednoj minuti, dok će drugi planeti završiti orbitu u vremenskim razdobljima proporcionalnima njihovom stvarnom kretanju. Tako će Veneri, kojoj treba 224,7 dana da obiđe Sunce, trebati 37 sekundi da dovrši orbitu na oreriju, a Jupiteru će trebati 11 minuta i 52 sekunde.
Neki planetariji su to iskoristili da koriste orerije za simulaciju planeta i njihovih mjeseca. Tako Merkur obiđe Sunce za 0,24 zemaljske godine, dok Fobos i Deimos obiđu Mars u sličnom vremenskom omjeru 4:1. Operateri planetarija u želji da to pokažu stavili su crvenu kapu na Sunce (kako bi podsjećalo na Mars) i isključili sve planete osim Merkura i Zemlje. Slične aproksimacije mogu se koristiti za prikaz Plutona i njegovih pet mjeseca.

## Značajni primjeri
Postolar John Fulton iz Fenwicka, Ayrshire, izgradio je tri između 1823. i 1833. godine. Posljednji se nalazi u umjetničkoj galeriji i muzeju Kelvingrove u Glasgowu.
Planetarij Eisinga koji je sagradio Eise Eisinga u svojoj dnevnoj sobi, u malom gradu Franeker u Friziji, zapravo je orerij. Izgrađen je između 1774. i 1781. godine. Baza modela je okrenuta prema dolje od stropa prostorije, s većinom mehaničkih radova u prostoru iznad stropa. Pokreće ga sat s njihalom, koji ima 9 utega ili jezerca. Planeti se kreću oko modela u stvarnom vremenu.
Inovativni koncept je da ljudi igraju ulogu planeta koji se kreću i drugih objekata Sunčevog sustava. Takav model, nazvan ljudski orrery, postavljen je na zvjezdarnici Armagh.

## U popularnoj kulturi
- Konstrukcijski sustav Meccano je popularan alat za konstruiranje vrlo preciznih orerija. Model 391, prvi Meccano orerij, opisan je u Priručniku za meccano iz lipnja 1918.[25][26]
- U Mesija Dine, nastavku Dine iz 1969., postoji opis stolnog orerija koji predstavlja dva mjeseca izmišljenog planeta Arrakis i njegovo sunce.
- U pozadini filma The Dark Crystal iz 1982., UrSkek TekTih napravio je ogromni automatski orerij, uz pomoć svog kolege UrSkeka ShodYoda, za Aughru, u zvjezdarnici na vrhu planine gdje ona živi.
- U verziji Tarzana iz 1999., naslovni lik proučava orerij s planetima na njemu.
- U znanstvenofantastičnom filmu Pitch Black iz 2000. orerij je korišten za demonstraciju nadolazeće pomrčine planeta.
- U povijesnom romanu Soba napravljena od lišća iz 2020. Kate Grenville, improvizirana soba izrađena od otpadaka koju je u ranoj koloniji Novog Južnog Walesa pronašao prvi astronom kolonije, William Dawes, služi kao metafora za želju ljudske ljubavi općenito, a posebice razvoj fiktivnog odnosa Elizabeth Macarthur i Dawesa.

## Vanjske poveznice
|  | Zajednički poslužitelj ima još gradiva o temi Orerij |

- JPL-ov simulator Sunčevog sustava
- Zaklada Long Now Orrery
- Sveučilište Pennsylvania Orrery